# ليونيل كابرال
ليونيل كابرال (بالإنجليزية: Lionel Cabral)‏ هو لاعب كرة قدم شاطئية ‏ ولاعب كرة قدم بليزي، ولد في 13 يناير 1994.